# Médaille Brouwer
La médaille Brouwer est un prix mathématique remis tous les trois ans par la Société royale mathématique des Pays-Bas.
Son nom rend hommage au mathématicien néerlandais Luitzen Egbertus Jan Brouwer et c'est le prix mathématique le plus prestigieux des Pays-Bas.

## Lauréats
- 1970 : René Thom
- 1973 : Abraham Robinson
- 1978 : Armand Borel
- 1981 : Harry Kesten
- 1984 : Jürgen K. Moser
- 1987 : Yuri Manin
- 1990 : Walter Murray Wonham
- 1993 : Laszlo Lovasz
- 1996 : Wolfgang Hackbusch
- 1999 : George Lusztig
- 2002 : Michael Aizenman
- 2005 : Lucien Birgé
- 2008 : Phillip Griffiths
- 2011 : Kim Plofker
- 2014 : John N. Mather[2]
- 2017 : Kenneth Alan Ribet[3]
- 2020 : David  Aldous[4]
- 2023 : Éva Tardos